# رقصة العلاوي
العلاوي هي نمط موسيقى ورقصة شعبية وغناء مصاحب له وهو من تراث منطقة غرب الجزائر القطاع الوهراني تؤدى الرقصة الشعبية في الأعراس والمناسبات ومواسم جني المحاصيل الزراعية و في إحتفالات الفانتازيا الجزائرية مثل ركب لبيض سيدي الشيخ فالجزائر فتجد أصولها في التعبير عن فرحة النصر بعد المعركة.
والعلاوي دبكة فنية خاصة بالرجال و حتى النساء تعتمد على الرشاقة في الحركة وسرعة في التنسيق. وتؤدى على شكل
صفوف أو دوائر على أنغام الغايطة وقرع البندير والدربوكة والقلال. من حين لآخر يقوم الرجال بتوقف عن
الحركة ثم يبدؤون بدك الأرض بأرجلهم إثباتا لصلابتهم ممسكين بالعصي رمز السلاح.
يسمى في الجزائر بالعلاوي الجزائري و يعتبر تراثا شعبيا مشهورا يشيع رقصها في منطقة واسعة تمتد على كل الغرب الجزائري  و يتفنن الجزائريون في رقصها، بالرغم من خصوصيتها الشديدة وتنوع إيقاعها من منطقة لأخرى، بدرجاته البطيئة والمتوسطة والسريعة وخطواتها المتعددة وألحانها المختلفة.
تنتسب رقصة العلاوي اسما لقبيلة بني يعلا التي تنتشر بطونها وفروعها في الغرب الجزائري، وتمارس الرقصة في المهرجانات والاحتفالات والأعراس، يصطف فيها الراقصون الذكور، لأداء الرقصة على أنغام الأصوات الصادرة عن المزامير والدفوف، ويضربون الأرض بأقدامهم؛ معبرين عن حيوية الشباب المندفعة، في عفوية لطيفة، وترافق الأقدام خطى منسقة فتسير على نقرات آلات الإيقاع.  و قد سجلت مؤخرا في اليونسيكو كتراث عالمي جزائري .

## أنواعها
تختلف رقصة العلاوي من قبيلة إلى أخرى ومن منطقة إلى أخرى ومن زمن لآخر، إلا أن أنواعها الرئيسية من الممكن أن تنقسم إلى أنواع 
- فمثلا يوجد نوع تكون فيه وضعية الراقص كأن الراقص سينام ومن الغالب أن تشارك النساء في هذه الرقصة بهز الخصر تعبيراً عن الأنوثة وإطلاق الزغاريد التشجيعية للرجال بينما يهز الرجال أكتافهم ويغنّون تعبيراً عن الشجاعة.
- النهارية: نسبة إلى السادة أولاد نهار وتتميز بهز خفيف لمنطقة الكتفين والخضر.
- الدارة أو السنجاق: تسمى بالدارة بسبب أن هذه الرقصة تتميز بأن راقصيها يصطفون على شكل دائرة.
- العرفة: تسمى عرفة نسبة إلى العرفاء، وهو لفظ يطلق على راقصي العلاوي، وتعتمد على اصطفاف الرجال في شكل قوس يقودهم أحد الراقصين والضرب بالأقدام على إيقاع آلتي الزامر (وهي مكونة من نايين مصنوعين من قرون الماعز أحيانا) والبندير.يمكن تأدية هذا النوع منفرداً.
- الصف: تقف النساء في صفين، أحدهما أمام الآخر، ويتحرك أحدهما باتجاه الآخر ذهابًا وإيابًا مع رقصة تتبع إيقاع البندير وهي الأداة الموسيقية الوحيدة المستخدمة.

## وصلات خارجية
- الفولكلور الشعبي بتلمسان